# Закагори
Закагори или Чето́йта (груз. ზაქაგორი; осет. Четойтыхъæу, дословно: «селение Четоевых») — село (ныне крепость) в Трусовском ущелье (населённое в основном осетинами). Находится в Казбегском муниципалитете Грузии на левом берегу реки Суатисидон у её впадения в Терек.

## История
В селении Четойта была найдена надпись на надгробном памятнике на осетинском языке, сделанная сирийско-несторианским письмом, которая датируется 1326 годом.

## Архитектура
Селение — Четойта — нельзя назвать селением, это скорее средневековый замок или крепость. Крепость расположена на естественном скальном выступе на левом берегу Суатисидон у ее впадения в Терек. Природа хорошо позаботилась об обороне Четойта — подступы к нему чрезвычайно крутые; вершина и все склоны застроены оборонительными, жилыми и хозяйственными сооружениями, примыкающими друг к другу. В совокупности они представляют собой стройную оборонительную систему. Строения уступами спускаются к основанию скалы в направлении с севера на юг. Поселение огорожено высокой каменной стеной. Кроме этой ограды, еще по две стены, постепенно сужаясь, шли к югу и к северо-западу. На северо-западной окраине поселения расположена мощная боевая башня. Входной проем — на высоте 4-х метров, толщина фасадной стены — более полутора метров.
Ганах Четоевых находится в восточной части укрепления, примерно в 50 метрах юго-восточнее боевой башни. Ганах сложен насухо из небольших по размеру камней и сланцевых плит, в основании — массивные блоки. Камни слегка стесаны. В фасадной стене на высоте почти 3 м от земли устроен арочный входной проем, замковый камень выпал. Толщина фасадной стены около метра. В стенах устроены бойницы; в восточной и южной — по две, в северной — одна. На юго-восточной оконечности скалы высится машиг Четоевых, фасадом ориентированный на запад, весь юго-восточный угол обрушился.